# Ле Шануа, Жан-Поль
Жан-Поль ле Шануа́ (фр. Jean-Paul Le Chanois, полное настоящее имя Жан-Поль Этьен Дрейфюс (Jean-Paul Étienne Dreyfus); 25 октября 1909 года — 8 июля 1985 года) — французский кинорежиссёр

 и сценарист. Создал сценарии к 34 и поставил 24 кинокартины. В творчестве придерживался художественного направления поэтический реализм.

## Биографическая справка
Обучался в университете на медицинском факультете. С 1932 года работает в кино. Входил в творческий союз Сине-Либерте, поддерживающий Народный фронт. В 1936 году снял художественно-публицистический фильм «Время вишен» (фр. «Le temps des cerises»). В 1937 году по сценарию Луиса Буньюэля создаёт короткометражный документальный фильм «Испания, 1936» (фр. España 1936) о гражданской войне в этой стране. С этого времени работает под псевдонимом Ле Шануа. За фильм «Адрес неизвестен» (фр. «...Sans laisser d'adresse») в 1951 году удостоен главной премии — «Золотой медведь» в номинации за лучшую кинокомедию на 1-м Берлинском международном кинофестивале. В 1958 году создал широко известную экранизацию романа Виктора Гюго «Отверженные» (фр. «Les Misérables») с Жаном Габеном в главной роли. Среди других известных работ, в многих из которых снимался Луи де Фюнес: «Папа, мама, служанка и я» (фр. «Papa Maman La Bonne Et Moi…», 1954 год), «Папа, мама, моя жена и я» (фр. «Papa, maman, ma femme et moi...», 1956 год),  «Месье» (фр. «Monsieur», 1964 год).

## Фильмография
- 1936 — Жизнь принадлежит нам / La vie est a nous
- 1937 — Испания 1936 / Espana 1936 ... короткометражка
- 1938 — Время цветенья вишен / Le temps des cerises
- 1938 — Жизнь человека / La vie d'un homme
- 1940 — Пустая идея / Une idee a l'eau
- 1945 — Господа Людовики / Messieurs Ludovic
- 1948 — В сердце бури/ Au coeur de l'orage
- 1949 — Школа бездельников / L'ecole buissonniere
- 1949 — А вот и красавица / La belle que voila
- 1951 — Адрес неизвестен / ...Sans laisser d'adresse
- 1952 — Брачное агентство / Agence matrimoniale
- 1954 — Папа, мама, служанка и я / Papa, maman, la bonne et moi...
- 1955 — Волшебное селение /Village magique
- 1955 — Беглецы / Les evades
- 1955 — Папа, мама, моя жена и я / Papa, maman, ma femme et moi...
- 1957 — Дело доктора Лорана / Le cas du Dr Laurent
- 1958 — Отверженные / Les miserables
- 1960 — Француженка и любовь / La francaise et l'amour
- 1961 — Через стену / Par-dessus le mur
- 1962 — Мандрен / Mandrin
- 1964 — Месье / Monsieur
- 1966 — Садовник из Аржантей / Le jardinier d'Argenteuil
- 1971 — Мадам, Вы свободны? (сериал) / Madame etes-vous libre?
- 1975 – 1990 — Синема 16 (сериал) / Cinema 16
- 1976 — Пчелиный пастух (ТВ) / Le berger des abeilles